# Радонич, Срджан
Срджан Радо́нич (черног. Срђан Радоњић; род. 8 мая 1981, Титоград, Черногория, СФРЮ) — югославский и черногорский футболист, нападающий.

## Карьера

### Клубная
Профессиональную карьеру начал в подгорицкой «Будучности». Затем играл в двух черногорских клубах: «Сутьеска» и «Морнар». После удачного выступления был приглашён в стан одного из лидеров югославского футбола — белградского «Партизана» в составе которого стал чемпионом Сербии и Черногории в сезоне 2004/05. На следующий сезон Радонич с 20-ю голами стал лучшим бомбардиром первенства Сербии и Черногории. После игры за «Партизан» в 2007 году уехал в Данию, где выступал за «Оденсе». Также за время своего пребывания в Оденсе побывал в аренде в норвежском «Старте» и австрийском «Альтахе».
В 2009 году вернулся на родину и стал выступать за «Могрен» из Будвы. В 2010 году перешёл в российскую «Луч-Энергию» и пробовал свои силы в российском Первом дивизионе, однако на должном уровне заиграть не смог из-за травмы и вскоре вернулся в Черногорию и подписал контракт с клубом «Грбаль». В начале сезона 2011/12 подписал контракт с «Будучностью».

### В сборной
Был включён в состав олимпийской сборной Сербии и Черногории на Летние Олимпийские игры 2004 в Афинах. Во всех трёх матчах группы «С» на олимпийском турнире против сборных Туниса, Австралии и Аргентины, сербы и черногорцы потерпели поражения и выбыли из борьбы. На турнире Радонич провёл два матча. В первом против Аргентины (0:6) он был заменён после первого тайма. Во второй игре против Австралии (1:5) Срджян вышел на замену после перерыва и отметился единственным голом своей команды. Также призывался в состав сборной Черногории и играл за неё на товарищеском турнире в Японии.

## Достижения
Командные:
Партизан
- Чемпион Сербии и Черногории: 2004/05

Будучност
- Обладатель Кубка Черногории: 2012/13

Сутьеска
- Чемпион Черногории: 2013/14

Личные:
- Лучший бомбардир чемпионата Сербии и Черногории: 2005/06